# رمالة
رمالة  قرية سوريّة تتبع إداريّاً لمحافظة حلب منطقة عين العرب ناحية صرين، بلغ تعداد سكانها 638 نسمة حسب التعداد السكاني لعام 2004.